# シーガルフォー
シーガルフォー（Seagull Ⅳ）は、米ゼネラル・エコロジー社より1973年に発売された、家庭用および業務用の浄水システム。人体に有害な成分を粒子や分子レベルで除去する特殊技術を用いており、一般的な殺菌による浄化を行なわないことで知られる。
日本国内でも30年以上愛される、高性能浄水器のベストセラーモデルである。特に全国の料理関係者や料理ファンの間で強く支持されていて、テレビ番組「料理の鉄人」やドラマ「グランメゾン東京」など様々な厨房シーンで使われたことでも知られる。
アンダーシンク（キッチンシンク内収納する）、カウンタートップ（キッチン上に据え置く）、ポータブル（アウトドアや災害時に持ち運べる）、バスシャワー（浴室で使える）の４つのモデルがあり、それぞれ専用のカートリッジを取り付けて使用する。

## 概要
1960年代初頭、アメリカで環境汚染が深刻化するなか、飲料水のためだけの浄化装置として研究・開発されたシステムである。
1962年、ジョン・F・ケネディ大統領政権下で始まった、「Test Readiness Program」のミッションの一つとして、空中に四散した物質をサンプリングするための機器や科学的概念の開発を、カリフォルニア州リバモアにあるローレンス・リバモア国立研究所が受託。その研究員であったリチャード・T・ウィリアムスが、この開発に成功した。
彼はこの技術を用い、水道水に含まれる有害な物質を分子レベルで取り除き、その水質を劇的に改善させることに成功した。彼らはさらに研究を進め、有害な物質を取り除くだけでなく、ミネラルなど有益な物質だけを残す特殊な技術を開発。ウィリアムス自身が「都会に流れる水質の悪い水を、元の自然の湧き水に戻すことを目指した」とするこの浄化媒体＝ストラクチャード・マトリックスは、現在でも米ゼネラル・エコロジー社でしか製造することができない。
日本では1990年にグランドデュークス社が総代理店となり販売が始まった。1993年にテレビ番組「料理の鉄人」がスタートする際、その収録のため都内のフジテレビ内に特設スタジオが組まれたが、このキッチンで使用する水の味を高めるためにシーガルフォー浄水システムが設置された。出演者として活躍する中華の鉄人・陳建一、フレンチの坂井宏行、和の道場六三郎ら多くの料理人も、この番組を機にシーガルフォーを知り、店舗の厨房で採用している。
この番組の放映以降「一流シェフがお店で使っている浄水器」としての認知が全国に広まった。こういった影響もあり、現在でも料理にこだわりたい主婦や料理研究家、キッチンにこだわりたい施主や設計士などの間で特に人気があり、一般家庭への普及が広がっている。

## 仕様
発売当時から現在まで、家庭用浄水器としては群を抜く性能を備えている。「ミネラルなど良質な成分を残し、有害なものを全て除去する」という、いわば極めて精密な濾過器のような装置は、3つの構造から成り立っている。
ひとつは「マイクロフィルトレーション」と呼ばれ、最大0.4マイクロメートル孔径の関門に水を通し、その門を物理的に通り抜けることができない大きさの有害物質、細菌、寄生虫、サビ、カビ、匂いの原因粒子、放射性降下物などを除去する。
ひとつは、粒子よりも更に小さな分子レベルの有害物質、塩素、農薬、トリハロメタン、PCBなどが持つ分子構造に合わせた「吸着室」を通し、まるでパズルに当てはめるようにそれらを吸着・除去する。
ひとつは、極小な粒子、ウイルス類、コロイド状分子を、浄化システムそのものが荷電状態になることによって電気的に引きつけ、半永久的に固着させる。
こうして3つの濾過構造を通り抜けることが出来た水には、結果としてミネラル成分しか残らない。

## 国内に広まった背景
総代理店グランドデュークスの引地正修氏の、日本における啓蒙活動によるものが大きい。
1990年当時、まだ浄水器は普及しておらず、むしろ怪しいものと見られる傾向が強かった。あるレストランへ引地氏が営業に出向いたところ、料理人たちから「水が良くなる装置なんて馬鹿げてる」と笑われたが、彼らがタバコをバケツに投げ込むのを見た引地氏は、そこに張られたヤニまみれの水を、シーガルフォーで浄化して目の前で飲んで見せた。これに驚嘆した料理長がその場で採用を決めたのが、国内レストラン最初の採用事例として知られている。

その後、前述したテレビ番組料理の鉄人を始め、様々なテレビや雑誌で取り上げられるようになり、ハウスメーカーやキッチンメーカーなどでも採用された。現在さまざまな浄水器が国内に広まり、価格帯としては極めて高価な部類に属するが、ブランドとしてすでに確立されており、一般の富裕層や、富裕予備層、料理関係者の間での支持が極めて厚い。
2019年に放映されたTBSテレビのドラマ「グランメゾン東京」では、主演の木村拓哉扮するシェフの尾花夏樹らがレストランをオープンさせるが、その厨房でもシーガルフォーが使用されている。

## 災害現場での活躍
ポータブルモデル（屋外に持ち運べる）の「ファーストニード」は、阪神・淡路大震災や東日本大震災の際、日本赤十字社などを通して災害現場へ供給された。